# Gaute Myklebust
Pour les articles homonymes, voir Myklebust.
Gaute Myklebust (né le 29 avril 1979) est un athlète norvégien spécialiste du lancer du disque.
Son meilleur lancer, à 63,32 m, a été réalisé à Helsingborg en juillet 2005, puis amélioré en 64,08 m dans la même ville en 2012.